# Antonia Klugmann
Antonia Klugmann (Trieste, 2 settembre 1979) è una cuoca e imprenditrice italiana.

## Biografia
Nata a Trieste, da padre di origine ebraica e ferrarese e da madre di origine pugliese e triestina.  Dopo  la maturità classica si iscrive alla facoltà di giurisprudenza dell'Università di Milano, lasciandola tuttavia dopo tre anni per avvicinarsi al mondo della cucina. Per quattro anni lavora come apprendista in diverse realtà del Friuli e del Veneto, ma nel 2005 un incidente d'auto la costringe a casa per circa un anno. Nel 2006 apre "l'Antico Foledor Conte Lovaria" in provincia di Udine.
Dopo cinque anni decide di acquistare un terreno nel Collio dove costruire il suo nuovo ristorante; durante i quattro anni necessari per realizzare il progetto lavora a Venezia come chef prima del ristorante "Il Ridotto" e successivamente di "Venissa". A fine 2014 apre "L'Argine a Vencò" a Dolegna del Collio, che ottiene una stella nell'edizione 2015 della Guida Michelin.
Nel 2017 sostituisce il collega Carlo Cracco come quarto giudice nella settima edizione di MasterChef Italia, accanto al ristoratore Joe Bastianich e ai colleghi Antonino Cannavacciuolo e Bruno Barbieri; successivamente è un giudice a rotazione di MasterChef All Stars Italia. A partire dalla stagione successiva è sostituita dal collega Giorgio Locatelli.
È nota per proporre una cucina personale che segue le stagioni e caratterizzata dalla presenza di elementi vegetali; nelle interviste evidenzia l'obiettivo di ridurre gli sprechi utilizzando tecnica e creatività per impiegare ogni parte degli ingredienti, sia vegetali che animali. La ricerca di una maggiore sostenibilità, secondo la chef, passa anche per l'utilizzo del foraging, la programmazione di acquisti frequenti e mirati e la decisione di limitare il numero di ospiti accolti nel suo ristorante.

## Programmi televisivi
- The Mind of a Chef (PBS, 2015) – Ospite[senza fonte]
- MasterChef Italia (Sky Uno, 2017-2018) – Giudice
- MasterChef All Stars Italia (Sky Uno, 2018) – Ospite
- Master of Photography (Sky Arte, 2019) – Ospite
- Le ragazze (Rai 3, 2019) – Ospite

## Premi e riconoscimenti
Venissa (Venezia)
- 1 stella Michelin  (2014)

L'Argine a Vencò (Dolegna del Collio)
- 1 stella Michelin  (dal 2015)
- 4 cappelli guida de L'Espresso (2019)
- Novità dell'anno guida Gambero Rosso (2015)
- Migliore chef donna guida Identità Golose (2016)
- Migliore chef donna guida Espresso (2017)
- Premio speciale “Il Gusto” Awards (2024)

## Opere
- Antonia Klugmann, Di cuore e di coraggio. La mia storia, la mia cucina, 1ª ed., Firenze-Milano, Giunti Editore, 2018, ISBN 978-88-09-86236-4.